# Księży Młyn (województwo łódzkie)
Księży Młyn – wieś w Polsce położona w województwie łódzkim, w powiecie bełchatowskim, w gminie Bełchatów, nad rzeką Rakówką.
W latach 1975–1998 miejscowość administracyjnie należała do województwa piotrkowskiego.
Miejscowość usytuowana jest przy lokalnej drodze prowadzącej z Bełchatowa do Elektrowni Bełchatów. We wsi zachowały się elementy zniszczonych urządzeń wodnych pochodzących z istniejącego tu dawniej murowano-drewnianego młyna wodnego na Rakówce.